# Râul Radiciu
Râul Radiciu este un curs de apă, afluent al râului Chineja. 